# Eyserheide
Eyserheide (en limbourgeois Ezerhei) est un hameau néerlandais situé dans la commune de Gulpen-Wittem, dans la province du Limbourg néerlandais. En 2010, le hameau avait 90 habitants.